# وداد بوشماوي
وداد بوشماوي (بالفرنسية: Wided Bouchamaoui)‏ ولدت في 1961، هي سيدة أعمال تونسية، ورئيسة الاتحاد التونسي للصناعة والتجارة والصناعات التقليدية السابعة من 2011 إلى 2018.

## السيرة الذاتية
وداد بوشماوي هي أصيلة بوشمة من ولاية قابس. بعد حصولها على شهادة الدراسات العليا المتخصصة في التجارة الدولية والتسويق، قامت بالدخول في شركة الهادي بوشماوي وأبنائه (المتخصصة في النفط والأشغال العامة والنسيج والصناعة)، وهي شركة أسسها والدها الهادي بوشماوي والتي تنتمي إلى مجموعة بوشماوي. أسست سنة 1994، شركة «ماي فيل» (Maille Fil) المتخصصة في تمشيط القطن.

بعد الثورة التونسية في 2011، انتخبت في مايو 2011 كرئيسة الاتحاد التونسي للصناعة والتجارة والصناعات التقليدية، وهي أكبر منظمة لأرباب العمل في تونس وتسمى أيضا منظمة الأعراف فإنها تجمع بين الفاعلين الاجتماعيين والحكومة والنقابات وتسعى لتعزيز الاستثمار عن طريق الضغط في الخارج، ولكن أيضا مع شركاء مثل بورصة تونس.

قامت أيضا بالتدخل والتفاوض مع الاتحاد العام التونسي للشغل بخصوص إيجاد حلول لعدة مشاكل في قطاع العمل والإضرابات.

في 2013، اختيرت أفضل سيدة أعمال في الوطن العربي. في 2014، تحصلت على جائزة مؤسسة الأعمال التجارية للسلام. 

بين نهاية 2013 وبداية 2014، كان الاتحاد التونسي للصناعة والتجارة والصناعات التقليدية من بين الرباعي الراعي للحوار الوطني في تونس الذي تحصّل على جائزة نوبل للسلام في 2015.